# Summer on the Underground
Summer on the Underground – singel zespołu A wydany w 1999, promujący płytę ’A’ vs. Monkey Kong.

## Lista utworów
- CD1:

1. "Summer On The Underground" – 4:02 (Radio Edit)
2. "I Can't Wait Until Morning" – 3:21
3. "Owner Of A Lonely Heart" – 4:36

- CD2:

1. "Summer On The Underground" – 4:51
2. "For Starters" – 2:57 (Alternate Version)
3. "Charlie Jordan" – 3:33